# 武舎るみ
武舎るみ（むしゃるみ、女性）は、東京都出身の翻訳家。夫は翻訳家の武舎広幸。マーリンアームズ株式会社の代表取締役を務める。

## 主な訳書
- アンドリュー・バズィー 『World Wide Webイエローページ〈1995〉』（プレンティスホール出版, 1995年）
- ジョーゼフ・キャンベル 『野に雁の飛ぶとき』（角川書店, 1996年）
- ジョーゼフ・キャンベル 『生きるよすがとしての神話』（角川書店, 1996年）
- アンドリュー・バズィー 『World Wide Webイエローページ〈1996‐97〉』（プレンティスホール出版, 1996年）
- ジェイムズ・ウオレス　『暴走する帝国―インターネットをめぐるマイクロソフトの終わりなき闘い』（翔泳社, 1998年）
- エドワード・ヨードン, ジェニファー・ヨードン　『時限爆弾2000―世界大恐慌を引き起こすコンピュータ2000年問題』（プレンティスホール出版, 1998年）
- ウィリアム・アリスター『キャンプ―日本軍の捕虜となった男』（朔北社, 2001年）
- オーウェン・W・リンツメイヤー『アップル・コンフィデンシャル2.5J（上、下）』（アスペクト, 2006年）
- カレン・アームストロング『神話がわたしたちに語ること』（角川書店, 2005年）
- リッチ・ギブソン『Google Maps Hacks -地図検索サービス徹底活用テクニック-』（オライリー・ジャパン, 2006年）
- カル・ヘンダーソン『スケーラブルWebサイト』（オライリー・ジャパン, 2006年）
- トレバー・デイ『ザ・ホエールウォッチング』（昭文社, 2007年）
- シェリー・バワーズ『初めてのJavaScript―Ajax&DOM対応』（オライリー・ジャパン, 2007年）
- ファビアン・クストー『海洋大図鑑-OCEAN- 』（ネコ・パブリッシング, 2007年）
- リッチ・ギブソン『Google Maps Hacks 第2版 ―地図検索サービスをもっと活用するテクニック-』（オライリー・ジャパン, 2007年）
- スティーブ サウダーズ『ハイパフォーマンスWebサイト ―高速サイトを実現する14のルール』（オライリー・ジャパン, 2008年）
- R・G・グラント『戦争の世界史 大図鑑』（河出書房新社, 2008年）
- アンディ・ハント『リファクタリング・ウェットウェア ―達人プログラマーの思考法と学習法』（オライリー・ジャパン, 2009年）
- ジョナサン・ジジアルスキー『iPhone SDK アプリケーション開発ガイド 』（オライリー・ジャパン, 2009年）
- シェリー・バワーズ『初めてのJavaScript 第2版 』（オライリー・ジャパン, 2009年）
- ヘンリー・ミラー『プレクサス―薔薇色の十字架刑〈2〉』（水声社, 2010年）
- スティーブ・サウダーズ『続・ハイパフォーマンスWebサイト ―ウェブ高速化のベストプラクティス』（オライリー・ジャパン, 2010年）
- ジョシュ・クラーク『iPhoneアプリ設計の極意 ―思わずタップしたくなるアプリのデザイン』（オライリー・ジャパン, 2011年）
- デイブ・グレイ『ゲームストーミング ―会議、チーム、プロジェクトを成功へと導く87のゲーム』（オライリー・ジャパン, 2011年）
- J・フルマン『いまがわかる！　世界なるほど大百科』（河出書房新社, 2011年）
- デイヴィッド・マルーフ『異境』（現代企画室, 2012年）
- ジェイムズ・ボーグ『説得力』（ピアソン桐原, 2012年）
- スーザン・ワインチェンク『インタフェースデザインの心理学 ― ウェブやアプリに新たな視点をもたらす100の指針』（オライリー・ジャパン, 2012年）
- ジョン・ファーンドン『海と環境の図鑑』（河出書房新社, 2012年）
- ジェリー・ワイズマン『「心を動かす」プレゼンテーション―実例から学ぶ80のヒント』（ピアソン桐原, 2012年）
- ルーカス・マティス『インタフェースデザインの実践教室 ―優れたユーザビリティを実現するアイデアとテクニック』（オライリー・ジャパン, 2013年）
- スーザン・ワインチェンク『説得とヤル気の科学 ―最新心理学研究が解き明かす「その気にさせる」メカニズム』（オライリー・ジャパン, 2013年）
- ダン・サファー『マイクロインタラクション ―UI/UXデザインの神が宿る細部』（オライリー・ジャパン, 2014年）
- ジェフ・ジョンソン『UIデザインの心理学―わかりやすさ・使いやすさの法則』（インプレス, 2015年）
- エレン・ラプトン『万人のためのデザイン』（ビー・エヌ・エヌ新社, 2015年）
- ゴールデン・クリシュナ『さよなら、インタフェース -脱「画面」の思考法』（ビー・エヌ・エヌ新社, 2015年）
- マーティ・ニューマイヤー『小さな天才になるための46のルール』（ビー・エヌ・エヌ新社, 2015年）
- スーザン・ワインチェンク『インタフェースデザインの心理学 ― ウェブやアプリに新たな視点をもたらす+100の指針』（オライリー・ジャパン, 2016年）
- トム・グリーヴァー『デザインの伝え方 ―組織の合意を得るコミュニケーション術』（オライリー・ジャパン, 2016年）
- ジョーゼフ・キャンベル 『生きるよすがとしての神話』（角川ソフィア文庫）（KADOKAWA, 2016年）
- イーサン・ブラウン『初めてのJavaScript第3版―ES2015以降の最新ウェブ開発』（オライリー・ジャパン, 2017年）
- クリストファー・ノーセル『ツールからエージェントへ。弱いAIのデザイン - 人工知能時代のインタフェース設計論』（ビー・エヌ・エヌ新社, 2017年）
- ジェームズ・カールバック『マッピングエクスペリエンス ―カスタマージャーニー、サービスブループリント、その他ダイアグラムから価値を創る』（オライリー・ジャパン, 2018年）
- カミール・フルニエ『エンジニアのためのマネジメントキャリアパス ―テックリードからCTOまでマネジメントスキル向上ガイド』（オライリー・ジャパン, 2018年）
- ニコール・フォースグレン, ジェズ・ハンブル, ジーン・キム『LeanとDevOpsの科学[Accelerate] テクノロジーの戦略的活用が組織変革を加速する』（インプレス, 2018年）
- R・G・グラント『戦争の世界史 大図鑑【コンパクト版】』（河出書房新社, 2018年）
- ウィル・グラント『インタフェースデザインのお約束 - 優れたUXを実現するための101のルール』（オライリー・ジャパン, 2019年）
- デイビッド・ロフテスネス,アレクサンダー・グロース『Scaling Teams 開発チーム 組織と人の成長戦略 ~エンジニアの採用、マネジメント、文化や価値観の共有、コミュニケーションの秘訣~』（マイナビ出版, 2020年）
- トバイアス・ベア『AIの心理学 ―アルゴリズミックバイアスとの闘い方を通して学ぶ ビジネスパーソンとエンジニアのための機械学習入門』（オライリー・ジャパン, 2021年）